# Diamond Dreams
Diamond Dreams es el segundo EP de la banda estadounidense de metalcore Issues. Fue lanzado el 13 de noviembre de 2012 a través de Rise Records.

## Antecedentes
Esta versión de The Worst of Them se lanzó como video musical a finales de 2012, mientras Case Snedecor todavía era su baterista y Jake Vinston era su bajista.
Anticipándose al nuevo EP, la banda emitió la siguiente declaración: “Nos divertimos mucho haciendo este disco, pudiendo reimaginar canciones y demostrar que no somos sólo niños de metalcore, o como quieras llamarnos. Tenemos múltiples talentos y no nos fijamos en un solo gusto musical; Respetamos y apreciamos todas las variaciones. ¡Lamento que haya tomado tanto tiempo publicar esto, muchachos!”

## Lista de canciones
| N.º | Título                                                 | Duración |  |
| 1.  | «Hooligans»                                            | 4:06     |  |
| 2.  | «Disappear»                                            | 3:41     |  |
| 3.  | «King of Amarillo»                                     | 3:02     |  |
| 4.  | «Princeton Ave»                                        | 3:45     |  |
| 5.  | «Diamond Dreams»                                       | 2:26     |  |
| 6.  | «Never Lose Your Flames» (con Ben Barlow de Neck Deep) | 3:36     |  |
| 7.  | «Tears on the Runway»                                  | 3:28     |  |
| 8.  | «The Worst of Them»                                    | 3:30     |  |

## Personal
Issues
- Tyler Carter - voz
- Michael Bohn - Voz gutural
- AJ Rebollo – Guitarra
- Tyler "Scout" Acord: tocadiscos, teclados, sintetizadores, programación, piano
- Josh Manuel - batería
- Skyler Acord – bajo